# (148209) 2000 CR105
(148209) 2000 CR105 est un objet transneptunien faisant partie des objets détachés, son diamètre serait entre 220 et 320 km suivant l'albédo retenu.

## Découverte
L'objet a été découvert le 6 février 2000 par l'astronome américain Marc W. Bluie avec le télescope Mayall de l'observatoire de Kitt Peak en Arizona, dans le cadre du relevé Deep Ecliptic Survey du National Optical Astronomy Observatory.
Il était alors situé à 9h 14m 02,39s d'ascension droite et +19° 05′ 58,7″ de déclinaison (coordonnées équatoriales à l'époque J2000).

## Caractéristiques
Son orbite est fortement excentrique et, bien qu'elle l'amène au périhélie à quelques ua de celle de Pluton, il s'agissait à la mi-2005 de l'objet possédant le plus grand demi-grand axe connu après (90377) Sedna. À son aphélie, 2000 CR105 est distant de plus de 400 ua du Soleil. Il couvre son orbite en plus de 3 300 ans.